# 中浜博
中浜 博 （なかはま ひろし、1928年5月16日 - 2008年4月3日）は、医師。元聖霊病院（名古屋）院長。専門は、心臓外科で、医学博士（名古屋大学）。スペイン医学博士。東京都出身。ジョン万次郎の直系の子孫（4代目）で、日本海事史学会会員でもあり、ジョン万次郎に関する研究と著作で知られる。

## 略歴
中浜東一郎の長男・清の子として生まれる。学習院高等科（旧制）を経て、名古屋大学医学部を卒業。その後、心臓外科治療の研究のためスペインに赴き、マドリッド大学大学院を修了。帰国後、東京において、聖母病院、東京厚生年金病院に勤務した後、1996年名古屋に移住。以後、聖霊病院院長、中日病院外科部長等を歴任した。2008年4月3日、虚血性心疾患のため79歳で死去。

## 家族
- 曽祖父・中浜万次郎
- 祖父・中浜東一郎 - 万次郎の長男
- 父・中浜清 - 東一郎の長男。中浜家三代目当主。[2]
- 母・はな - 函館の素封家・石館家の娘。祖父の石館兵右衛門は松前郡福山町で醸造業を営む財産家で、明治後期には煉瓦製造の函館製瓦を創業、父の石館友作（1872-1950）は北海道多額納税者で、函館貯蓄銀行頭取、百十三銀行取締役などのほか、函館区会議員、函館商工会議所議員なども務めた[4][5][6]。はなの姉きみは片山国嘉の長男・国幸（医師）の妻。
- 妻・智子 - 日本特殊陶業会長・水野智彦の長女。米国メリーボールドウィン大学卒。[7]
- 長女・小西圭 - 日本語教師[2]
- 二女・中浜京 - 金城学院短期大学卒業後、富士通[8]を経て、米国留学。「土佐ジョン万会」名誉顧問。著書に『ジョン万次郎―日米両国の友好の原点』[9]
- 三女・中村文[2]
- 伯母・中浜糸子 - 父の姉。博の母はなの妹美代は糸子の娘婿・今永一の弟に嫁いだ[10]。

## 著書
- 1991年 私のジョン万次郎　子孫が明かす漂流150年目の真実
- 1994年 私のジョン万次郎　子孫が明かす漂流の真実
- 2001年 中浜万次郎集成
- 2005年 中浜万次郎　「アメリカ」を初めて伝えた日本人